# Cambrai HC
Cambrai Hockey Club is een Franse hockeyclub uit Cambrai. De club werd opgericht in 1931.
De club speelt bij de heren en de dames in het Championnat de France de hockey. De dames kwamen twee keer uit op een Europees toernooi. Dat waren de Europacup I in 2000 en de Europacup II in 2005. Beide keren eindigden ze op de gedeelde zevende en laatste plaats.

## Erelijst
- Frans zaalhockey kampioen heren : (2) 1976, 2008
- Frans kampioen dames : (5) 1999, 2000, 2003, 2005, 2009
- Frans zaalhockey kampioen dames: (12) 1998, 1999, 2000, 2001, 2002, 2004, 2005, 2006, 2007, 2008, 2009, 2011, 2012